# Chris Lanooy
Christiaan Johannes (Chris) Lanooy (Sint-Annaland, 16 maart 1881 – Epe, 24 januari 1948) was een Nederlands keramist, kunstschilder, tekenaar, beeldhouwer en glazenier.

## Leven en werk
Lanooy werd in 1881 in het Zeeuwse Sint-Annaland geboren als zoon van Cornelis Lanooij en van Janna van 't Hof. Hij werkte onder meer bij: 
- de Haagsche Plateelbakkerij Rozenburg
- de Plateelbakkerij Zuid-Holland te Gouda
- de Plateelbakkerij Haga in Purmerend
- de Glasfabriek Leerdam in Leerdam
- de behangselpapierfabriek van N.V. Rath & Doodeheefver’s Behangselpapierhandel in Amsterdam

Hij was keramist, maar ook schilder, tekenaar, beeldhouwer en hij vervaardigde glas-in-lood-kunst. Lanooy was onder andere een leerling van de Roermondse architect en beeldend kunstenaar Pierre Cuypers en van de Goudse schilder en tekenleraar Jan Lugthart. Lanooy volgde daarnaast een opleiding aan de Academie voor Beeldende Kunst te Den Haag. Als keramist was hij een autodidact. De keramist Frans Slot was een leerling van hem.

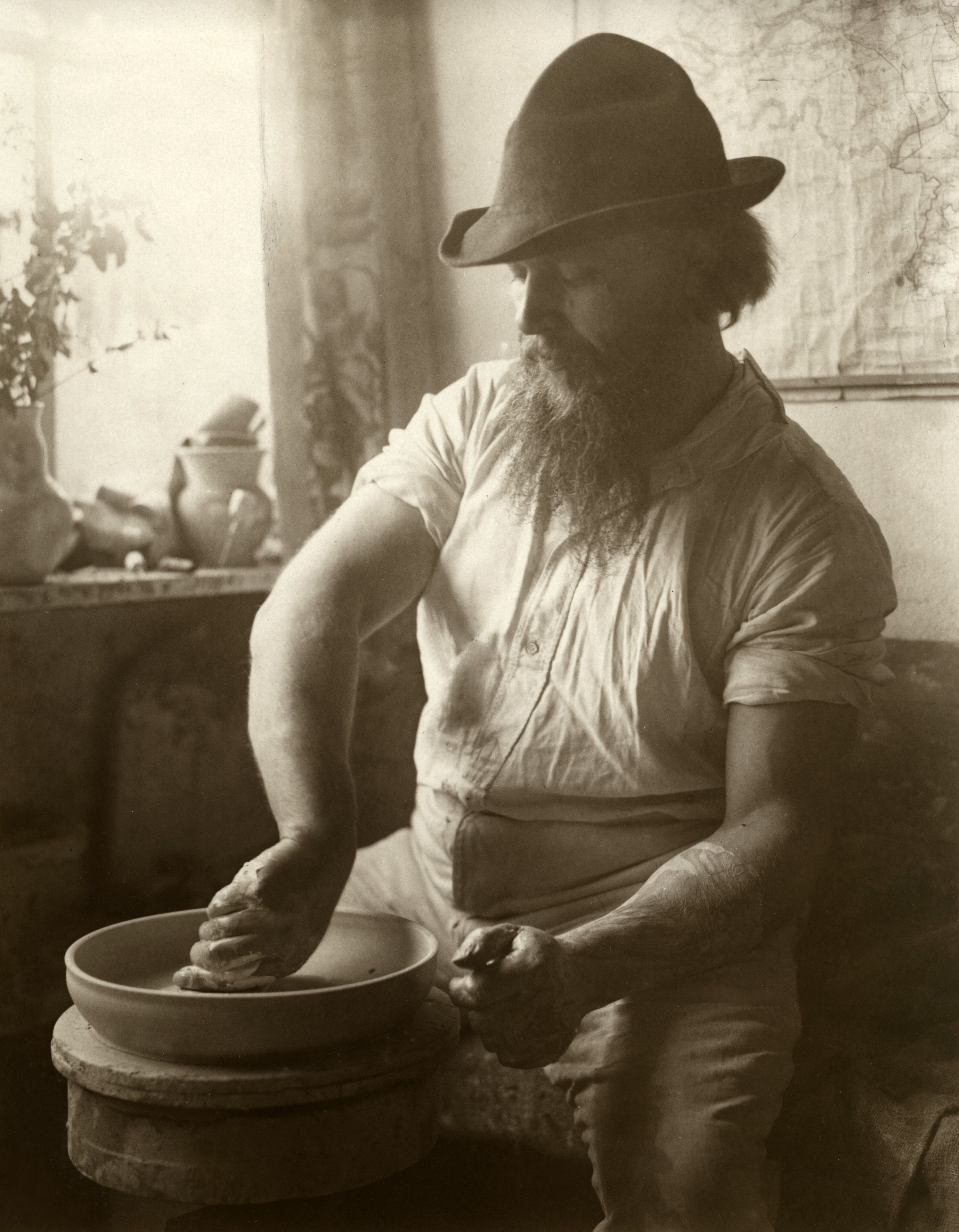
Lanooy in eigen atelier in Epe, Gelderland in 1925

In 1925 ontving Chris Lanooy de ‘Médaille d’or’ voor zijn werk op de Exposition Internationale des Arts Decoratifs et Industrieles Modernes te Parijs.
Zijn werk werd regelmatig geëxposeerd in binnen- en buitenland. Het keramiekmuseum Het Princessehof in Leeuwarden bezit meer dan honderd werken van Lanooy in de collectie. Dit museum wijdde in 2002 een overzichtstentoonstelling aan zijn werk. Vijfentwintig jaar daarvoor, in 1977, had dit museum ook al een tentoonstelling aan zijn werk gewijd. Deze tentoonstelling werd geopend door de toenmalige minister van Cultuur, Recreatie en Maatschappelijk Werk, Harry van Doorn.
Lanooy was gehuwd met Joanna Elisabeth Schuitemaker. Hij overleed in januari 1948 op 66-jarige leeftijd in het Gelderse Epe.
In september 2008 werd in het gemeentehuis van Epe de Lanooy lounge geopend, met onder meer een gebrandschilderd raam van Lanooy, waarin een portret is verwerkt van Frans Slot.

## Publicaties
- Ebbinge, E. C. J. Lanooy, kunstpottenbakker, uitg. Eisma, Leeuwarden, 1977 (ter gelegenheid van een tentoonstelling van zijn werk in het Gemeentelijk Museum "Het Princessehof" te Leeuwarden
- Kley-Blekxtoon, Annette van der Leerdam glas 1878-2003 : de glasfabriek Leerdam, 4e druk, uitg. ANTIEK Lochem, 2004  (eerder uitgegeven als Leerdam glas 1878-1998: de glasfabriek Leerdam, in 1999 en oorspronkelijk als Leerdam glas 1878-1930 opgenomen in de Tijdstroom antiekwijzers, uitg.  De Tijdstroom, Lochem, 1984)
- Heijbroek, Willem  [et al.] Tussen twee vuren: Chris Lanooy, 1881-1948, uitg. Waanders, Zwolle, 2002

## Publieke collecties (selectie)
Werken van Chris Lanooy zijn in de openbare collecties van: 
- Museum de Fundatie in Zwolle
- Kröller-Müller Museum
- Museum Het Princessehof Leeuwarden
- Streekmuseum de Meestoof, Sint-Annaland
- Museum Gouda
- Museum Flehite
- Kunstmuseum Den Haag [6]
- Landesmuseum für Kunst und Kulturgeschichte Oldenburg

## Tentoonstellingen
- 1910 - Wereldtentoonstelling in Brussel
- 1910 - Tentoonstelling in New York
- 1914 - Overzichtstentoonstelling, Stedelijk Museum Amsterdam
- 1977 - Keramiekmuseum Het Princessehof[2]
- 2002 - Overzichtstentoonstelling, Keramiekmuseum Het Princessehof
- 2018 - Gloeiende glazuren, Streekmuseum de Meestoof
- 2019 - Experimentele glazuren , Museum Gouda
- 2024 - Chris Lanooy, Museum Flehite[7]

## Galerie

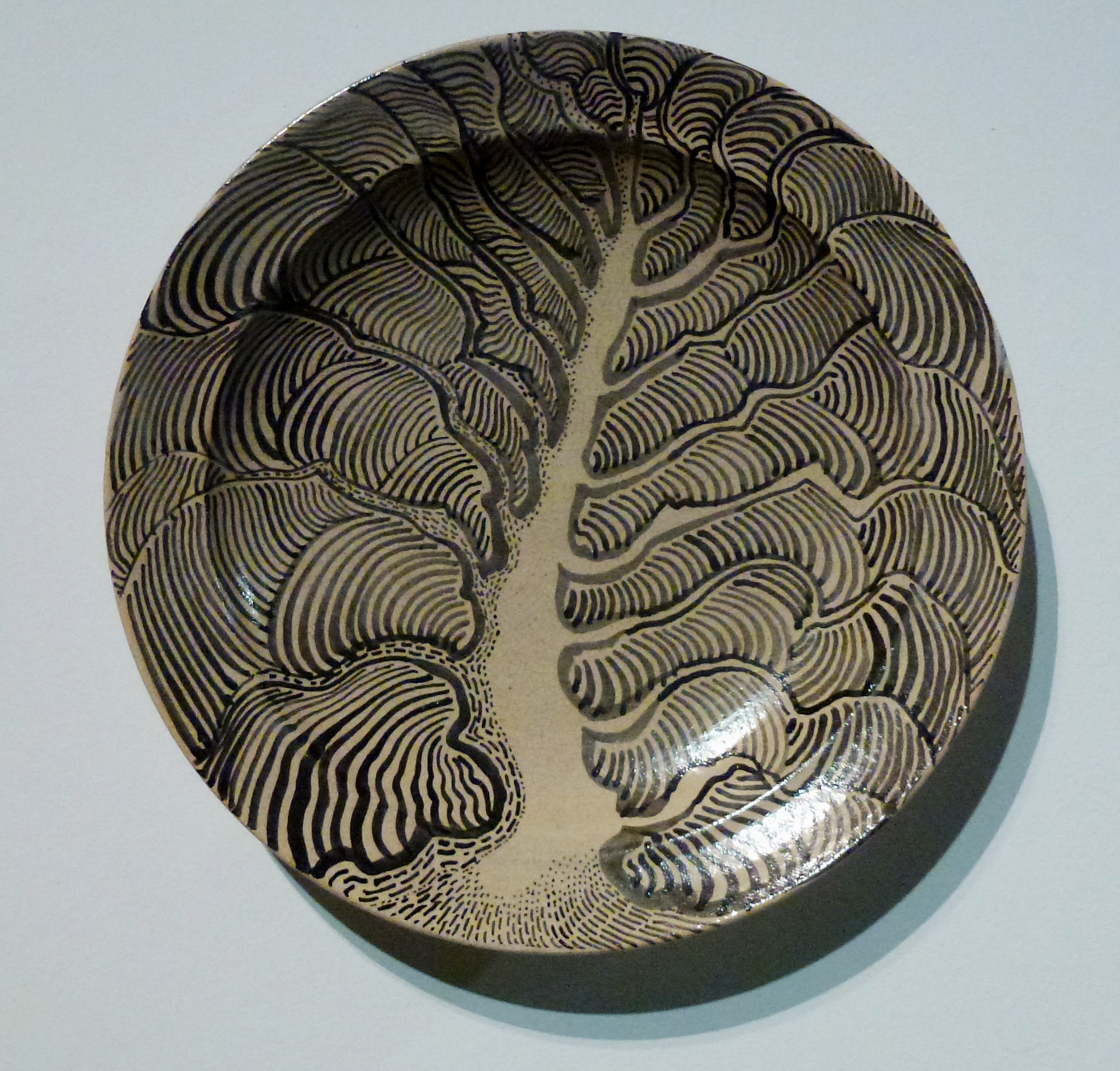
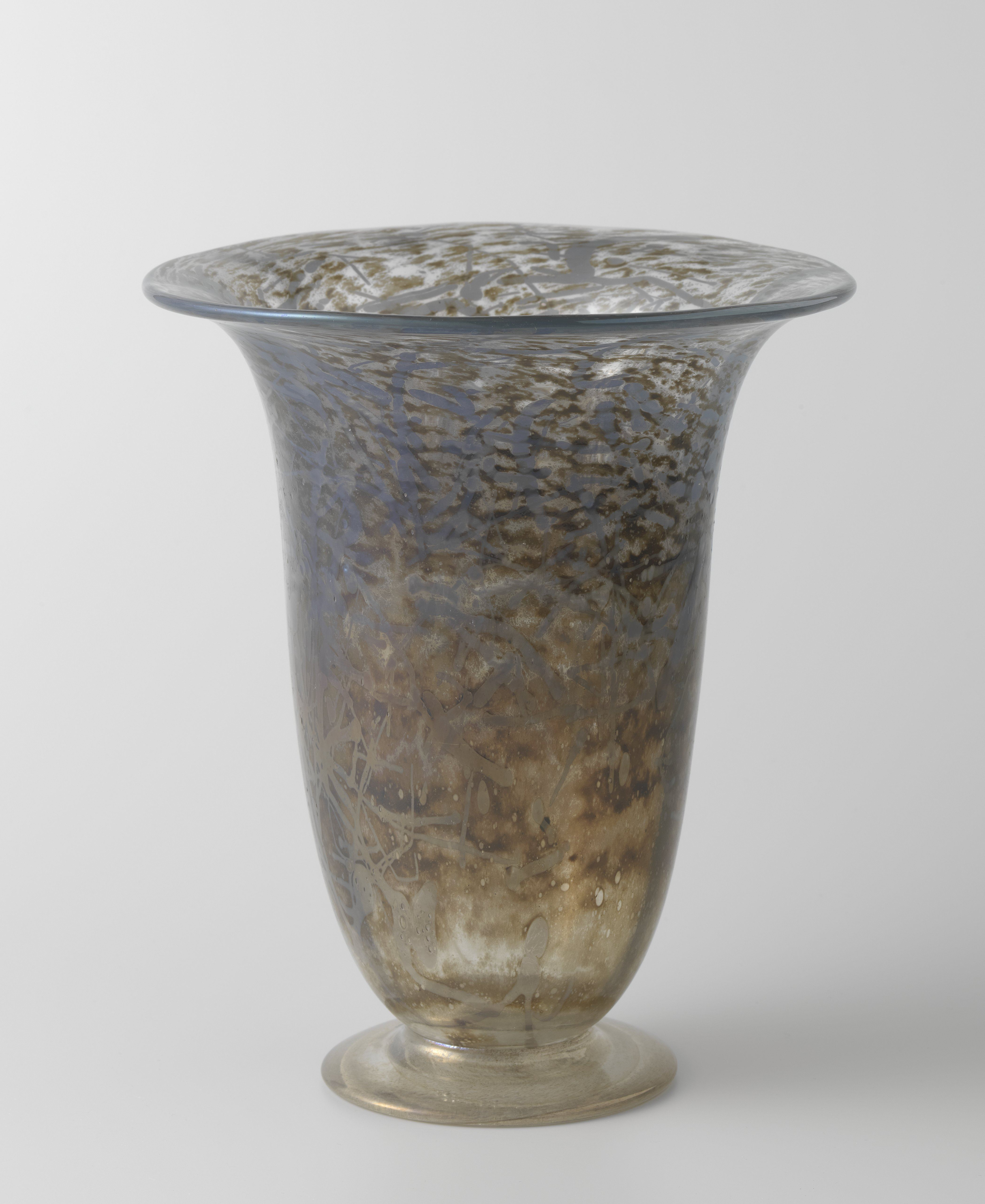
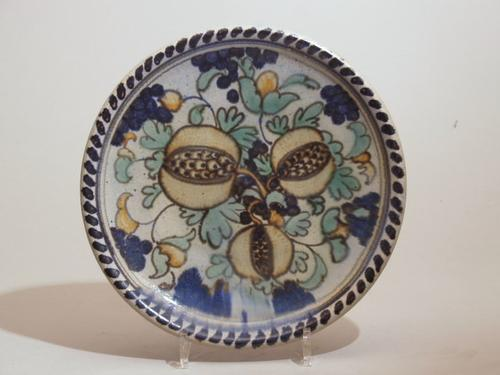
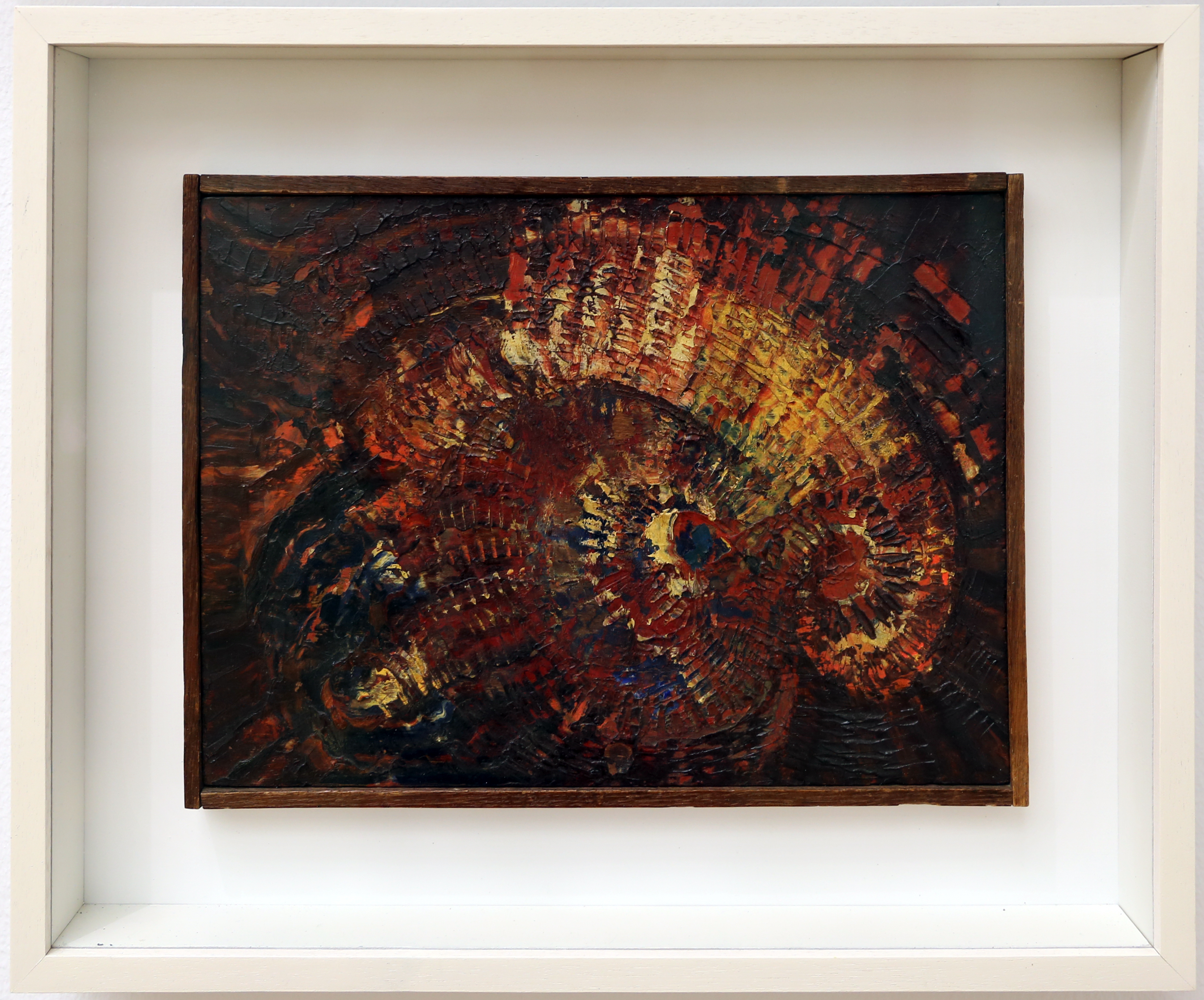